# Moschea re Abdullah I
La moschea del re Abdullah I ad Amman, in Giordania, fu costruita tra il 1982 e il 1989. È coronata da una magnifica cupola di mosaico blu sotto la quale 3.000 musulmani possono offrire la preghiera.
I turisti la possono visitare. Gli uomini devono avere i pantaloni lunghi e le donne devono coprirsi la testa, le braccia e le gambe. A questo scopo viene fornito gratuitamente un abito con cappuccio.